# Гаркуша, Алексей Николаевич
Алексе́й Никола́евич Гарку́ша (укр. Олексій Миколайович Гаркуша; род. 16 февраля 1952, Баловное, Николаевская область) — украинский политический деятель, губернатор Николаевской области с 1999 по 2005 год и с 2007 по 2010 год, народный депутат Верховной рады Украины 3 созыва. Возглавляет Николаевскую региональную организацию Народной партии.

## Биография
Родился 16 февраля 1952 года в селе Баловное Новоодесского района Николаевской области.
После окончании школы работал слесарем на Судостроительном заводе имени 61 коммунара в Николаеве.
После окончания в 1975 году факультета экономической кибернетики Одесского сельскохозяйственного института стал главным экономистом колхоза «Огни коммунизма» в селе Христофоровка Баштанского района, был руководителем нескольких сельскохозяйственных предприятий Жовтневого района.
С 1991 по 1995 год возглавлял Жовтневую районную государственную администрацию.
В 1993 году окончил Одесский национальный университет имени И. И. Мечникова по специальности «политолог».
С 1996 по 1998 год занимал должность первого заместителя главы Николаевской областной государственной администрации.
С 1998 по 2000 год — народный депутат 3 созыва (на тот момент — член Аграрной партии Украины).
С 1999 по 2005 год возглавлял Николаевскую областную государственную администрацию. После отставки работал в университете «Украина».
10 июля 2007 года указом президента Украины Виктора Ющенко назначен исполняющим обязанности главы, а 16 октября — главой Николаевской областной государственной администрации.
На парламентских выборах в сентябре 2007 года оказался в проходной части списка Блока Литвина, однако предпочёл остаться в должности губернатора.
18 марта 2010 года указом президента Украины Виктора Януковича освобождён от должности председателя Николаевской областной государственной администрации.
Доктор экономических наук, профессор. Награждён орденом «За заслуги» II и III степеней.
Женат, есть три дочери.